# Wybory do Parlamentu Europejskiego na Węgrzech w 2004 roku
Wybory do Parlamentu Europejskiego VI kadencji na Węgrzech zostały przeprowadzone 13 czerwca 2004. Węgrzy wybrali 24 deputowanych. Wybory zakończyły się zwycięstwem opozycyjnej centroprawicy skupionej wokół Fideszu. Frekwencja wyniosła ponad 38%.

## Wyniki
| Lista wyborcza                             | Głosy    | %     | Mandaty |
| ------------------------------------------ | -------- | ----- | ------- |
| Fidesz                                     | 1,46 mln | 47,4% | 12      |
| Węgierska Partia Socjalistyczna            | 1,05 mln | 34,3% | 9       |
| Związek Wolnych Demokratów                 | 0,24 mln | 7,7%  | 2       |
| Węgierskie Forum Demokratyczne             | 0,16 mln | 5,3%  | 1       |
| Węgierska Partia Sprawiedliwości i Życia   | 0,07 mln | 2,3%  | 0       |
| Węgierska Komunistyczna Partia Pracujących | 0,06 mln | 1,8%  | 0       |
| Pozostali                                  | 0,03 mln |       | 0       |
| Razem                                      |          |       | 24      |